# اس-نیتروسو-ان-استیل پنیسیل آمین
اس-نیتروسو-ان-استیل پنیسیل آمین (به انگلیسی: S-Nitroso-N-acetylpenicillamine) با فرمول شیمیایی C7H12N2O4S یک ترکیب شیمیایی با شناسه پاب‌کم 6755 است. که جرم مولی آن ۲۲۰٫۲۵ گرم بر مول می‌باشد. 